# 휴론타리오 경전철

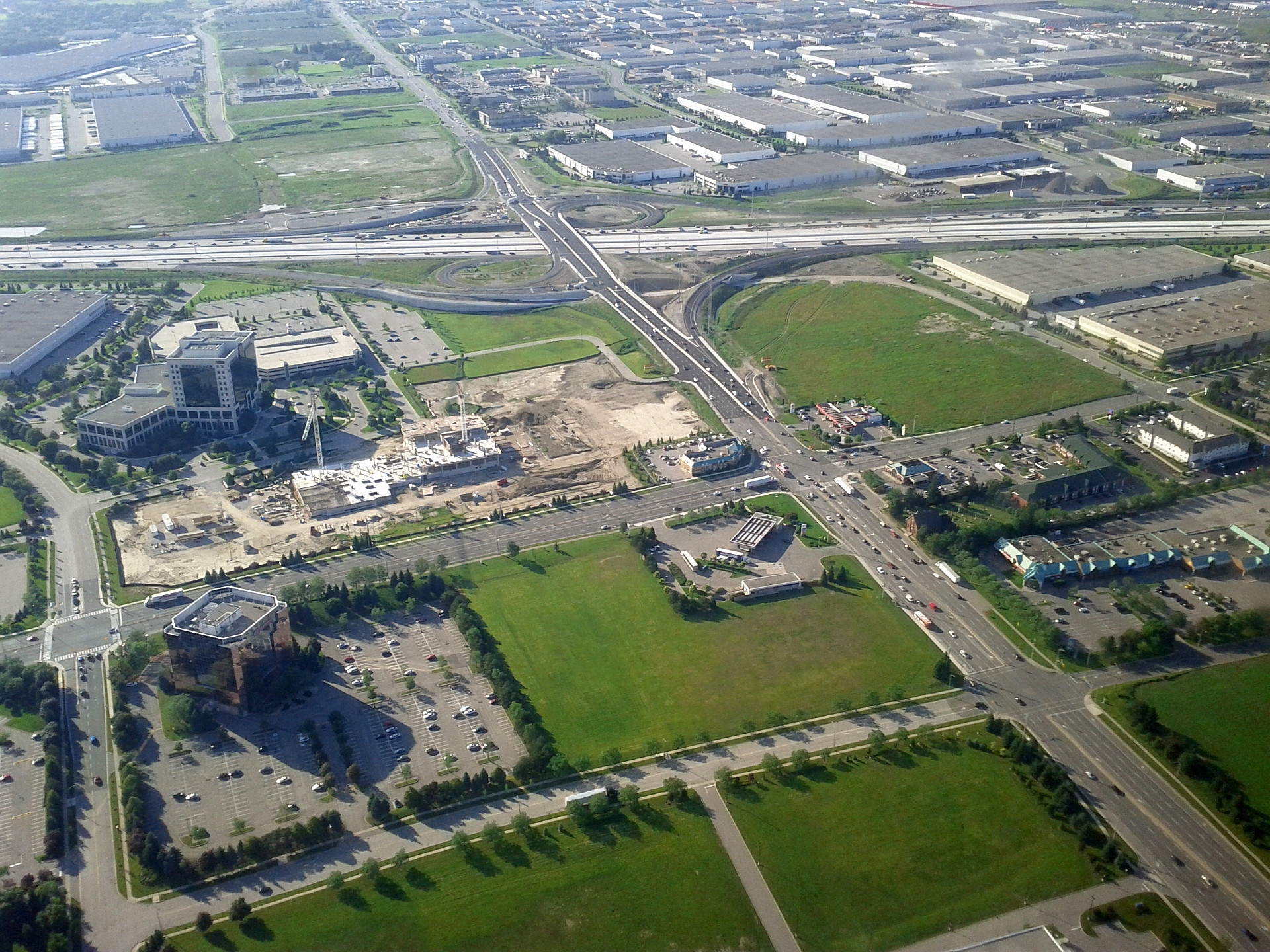

휴론타리오 경전철(영어: Hurontario LRT) 또는 공식적으로 휴론타리오 메인 경전철 (Hurontario-Main LRT)은 캐나다 온타리오주 미시소가에 지어지고 있는 경전철 노선이다. 이 노선은 휴론타리오가를 따라 포트크레딧역에서 미시소가와 인접한 도시인 브램턴까지 이어지게 된다. 이 노선은 유럽과 일본 기업 컨소시엄인 모빌링스와의 민관합작투자사업으로 노선 소유권은 온타리오주 광역 교통 기관인 메트로링스가 갖게 된다.
미시소가와 브램턴은 미시소가에서 가장 바쁜 버스 노선인 19번 휴론타리오 버스가 하루에 2만 5천 명을 실어나르고 휴론타리오가를 따라 고밀도 개발이 계속해서 이루어지고 있는 점을 감안해 도시 철도 노선이 필요함을 인지하였다. 두 지자체는 세 가지 방안을 제시하였는데, 하나는 전구간 경전철, 다른 하나는 전구간 간선급행버스체계 (BRT), 마지막으로는 스퀘어원에서 포트크레딧역까지 경전철, 그 북쪽으로는 BRT로 짓는 방안이였다. 세 차례의 공청회 끝에 미시소가와 브램턴 시민들은 전구간을 경전철로 짓는 것을 선호하였다.
2015년 10월 28일, 브램턴 시의회는 메인가를 따라 브램턴 시내의 브램턴역까지 연장하는 것에 대해 저조한 승객 수에 따른 우려로 반대 의사를 표명하였고 이에 따라 경전철은 대신 스틸즈 애비뉴에 위치해있는 브램턴 게이트웨이 터미널에 종착하게 되었다.
2020년에 공사를 시작한 경전철 노선은 2024년 가을에 개통을 앞두고 있다.

## 같이 보기
- 스퀘어원
- 쿡스빌역
- 포트크레딧역